# Louis Brion
Philippus Ludovicus (Louis) Brion (Spaans: Felipe Luis Brión Detrox, voornamen ook wel Philip Louis Pierre of Pedro Luis; Curaçao, 6 juli 1782 – aldaar, 27 september 1821) was een Nederlands-Curaçaos militair, koopman en patriot, die in de Venezolaanse onafhankelijkheidsoorlog aan de zijde van de opstandelingen vocht. Aan het einde van zijn carrière was hij was admiraal in de marine van Venezuela en Groot-Colombia.

## Afkomst
Zijn ouders waren de handelaar Petrus Brion en Maria Detrox, die beiden uit de zuidelijke (Oostenrijkse) Nederlanden afkomstig waren. Het gezin verhuisde in 1777 naar Curaçao. In 1794 zonden ze hun zoon naar Nederland om zijn studie af te maken.

## Slag bij Bergen
Na de verovering van Nederland door de Fransen nam Brion dienst in het leger van de Bataafse Republiek om de Britse invasie van Noord-Holland te helpen afslaan. Hij nam deel aan de veldslagen bij Slag bij Bergen en Castricum. Na door de Britten gevangengenomen te zijn werd hij in het kader van een gevangen ruil weer vrijgelaten na het bestand van Alkmaar.

## Curaçao
Na zijn terugkeer naar Curaçao was Brion betrokken bij de revolutionaire beweging op het eiland. Toen het eiland werd bezet door de Britten vluchtte hij naar de Verenigde Staten om economie en scheepvaartkunde te studeren. In 1803 keerde hij terug naar zijn geboorte-eiland toen dat door de Britten weer werd overgedragen aan de Nederlanders. Tussen 1803 en 1807 was Brion werkzaam als zakenman. Bij een aantal gelegenheden wist hij te voorkomen dat de Britten het eiland weer veroverden. Toen dat in 1807 toch gebeurde vluchtte Brion naar het Deense eiland Saint Thomas waar hij zijn werkzaamheden als reder voortzette.

## Venezolaanse onafhankelijkheidsoorlog
Brion was geïnspireerd door het Amerikaanse onafhankelijkheidsideaal en werd een van de geldschieters van Simón Bolívar. In 1813 raakte hij betrokken bij de Venezolaanse onafhankelijkheidsoorlog. Het jaar erop benoemde Bolívar hem tot de commandant van een fregat. In 1815 kocht hij in Engeland het schip Dardo dat met 24 kanonnen was uitgerust. Met behulp van dit schip ondersteunde hij de opstandelingen bij Cartagena de Indias.
Na zijn promotie door Bolívar organiseerde hij verschillende expedities langs de kust van Venezuela. Op 2 mei 1816 versloeg Brion de Spanjaarden in de zeeslag bij Los Frailes. Op de dag van zijn overwinning werd bij benoemd tot admiraal door Bolívar. Door hun overwinning hadden de opstandelingen Isla Margarita onder controle gekregen en daarmee de Venezolaanse kust tot aan Guyana. In 1817 richtte Brion de Venezolaanse Admiraliteit en het korps mariniers op.
Op 3 augustus 1817 zeilde hij met een eskader de rivier de Orinoco op. In de slag van Cabrián versloeg dit eskader een Spaanse vloot van 28 schepen. 14 Spaanse schepen werden buitgemaakt en 1500 zeelieden gevangengenomen. Op 5 november 1817 was Guyana bevrijd en werd Brion tot president van de regeringsraad benoemd. In oktober 1817 was hij voorzitter van de krijgsraad die Manuel Carlos Piar ter dood veroordeelde.
In 1819 leidde Brion een expeditie van 22 schepen naar de kust van het vice-koninkrijk van Nieuw Granada, het tegenwoordige Colombia. Samen met een leger onder leiding van generaal Mariano Motilla werden een aantal havensteden aan de mondingen van de Magdalena en de plaatsen Barranquilla en Santa Marta bevrijd. Na een meningsverschil met Motilla over hoe de veldtocht verder zou moeten worden geleid, trok Brion zijn vloot terug naar Maracaibo in mei 1821.

## Dood
Brion leed aan tuberculose en besloot vanwege het terminale stadium van zijn ziekte in september 1821 terug te keren naar zijn geboorte-eiland. De dag na zijn aankomst overleed hij. In eerste instantie werd hij begraven op het landgoed van zijn familie. De Plantage Rozentak. Op 10 april 1882 werden zijn overblijfselen overgebracht naar het Panteón Nacional in de hoofdstad van Venezuela, Caracas.
Hier liggen naast Brion een aantal andere belangrijke personen uit de geschiedenis van Venezuela begraven, zoals Simón Bolívar. Piar en Brion behoren beiden tot de nationale helden van Venezuela. Beelden van de twee Curaçaoënaars staan op een prominente plek op de Avenida de los Próceres in Caracas.
Sedert 2020 is Louis Brion, tezamen met Manuel Carlos Piar en Simón Bolívar, opgenomen in een van de vijftig vensters van de Canon van Curaçao als zijnde de helden van de Zuid-Amerikaanse onafhankelijkheidsstrijd.